# گراف نفوذ
در مطالعه رفتارهای گروهی مشاهده می‌شود که افراد خاصی می‌توانند طرز فکر دیگران را تحت تأثیر قرار دهند.برای مدل کردن این رفتار می‌توان از یک گراف جهت دار به نام گراف نفوذ استفاده کرد ، هر فرد در گروه با یک راس نمایش داده می‌شود ، وقتی شخص نمایش داده شده توسط راس a شخص نمایش داده شده توسط راس b را تحت تأثیر قرار می‌دهد ، یک یال جهت دار از راس a به راس b وجود دارد. این گراف دارای حلقه و یال‌های جهت دار چندگانه نیست . 

## مثال
در شکل زیر مثالی از یک گراف نفوذ برای اعضای یک گروه نشان داده شده‌است . در گروه مدل شده توسط این گراف نفوذ دارا می‌تواند روی بهرام ، فرهاد و لیلا تأثیر بگذارد ولی کسی نمی‌تواند روی او تأثیر داشته باشد . همچنین پرهام و بهرام می‌توانند همدیگر را تحت تأثیر قرار دهند